# Esquí de fondo en los Juegos Olímpicos
El esquí de fondo en los Juegos Olímpicos se realiza desde la primera edición, Chamonix 1924. La participación femenina comenzó en la edición de 1960.
Tras el Campeonato Mundial de Esquí Nórdico es la máxima competición internacional de este deporte. Es organizado por el Comité Olímpico Internacional (COI), junto con la Federación Internacional de Esquí (ISU).

## Ediciones
| Núm.  | Año                         | Sede                               | Instalación                              |
| ----- | --------------------------- | ---------------------------------- | ---------------------------------------- |
| I     | Chamonix 1924               | Chamonix ( Francia)                | Estadio Olímpico                         |
| II    | Sankt Moritz 1928           | Sankt Moritz ( Suiza)              | Centro de Esquí de Fondo de Sankt Moritz |
| III   | Lake Placid 1932            | Lake Placid ( Estados Unidos)      | Centro de Esquí de Fondo                 |
| IV    | Garmisch-Partenkirchen 1936 | Garmisch-Partenkirchen ( Alemania) | Estadio Olímpico de Esquí                |
| V     | Sankt Moritz 1948           | Sankt Moritz ( Suiza)              | Centro de Esquí de Fondo de Sankt Moritz |
| VI    | Oslo 1952                   | Oslo ( Noruega)                    | Centro de Esquí de Holmenkollen          |
| VII   | Cortina d'Ampezzo 1956      | Cortina d'Ampezzo ( Italia)        | Estadio de la Nieve                      |
| VIII  | Squaw Valley 1960           | Squaw Valley ( Estados Unidos)     | Estadio de McKinney Creek                |
| IX    | Innsbruck 1964              | Seefeld ( Austria)                 | Centro de Esquí de Fondo                 |
| X     | Grenoble 1968               | Autrans ( Francia)                 | Centro de Esquí de Autrans               |
| XI    | Sapporo 1972                | Sapporo ( Japón)                   | Centro de Esquí de Makomanai             |
| XII   | Innsbruck 1976              | Seefeld ( Austria)                 | Centro de Esquí                          |
| XIII  | Lake Placid 1980            | Lake Placid ( Estados Unidos)      | Mount Van Hoevenberg                     |
| XIV   | Sarajevo 1984               | Sarajevo ( Yugoslavia)             | Centro de Esquí Igman                    |
| XV    | Calgary 1988                | Canmore ( Canadá)                  | Centro Nórdico de Canmore                |
| XVI   | Albertville 1992            | Albertville ( Francia)             | Centro de Esquí Les Saisies              |
| XVII  | Lillehammer 1994            | Lillehammer ( Noruega)             | Estadio de Esquí Birkebeineren           |
| XVIII | Nagano 1998                 | Hakuba ( Japón)                    | Snow Harp                                |
| XIX   | Salt Lake City 2002         | Salt Lake City ( Estados Unidos)   | Soldier Hollow                           |
| XX    | Turín 2006                  | Pragelato ( Italia)                | Pragelato Plan                           |
| XXI   | Vancouver 2010              | Whistler ( Canadá)                 | Parque Olímpico de Whistler              |
| XXII  | Sochi 2014                  | Krásnaya Poliana ( Rusia)          | Complejo de Esquí y Biatlón Laura        |
| XXIII | Pyeongchang 2018            | Pyeongchang ( Corea del Sur)       | Centro de Esquí de Alpensia              |
| XXIV  | Pekín 2022                  | Zhangjiakou ( China)               | Centro Nacional de Esquí de Fondo        |

## Medallero histórico
- Actualizado hasta Pekín 2022.

| Núm. | País            | Oro | Plata | Bronce | Total |
| ---- | --------------- | --- | ----- | ------ | ----- |
| 1    | Noruega         | 52  | 43    | 34     | 129   |
| 2    | Rusia           | 46  | 41    | 42     | 129   |
| 3    | Suecia          | 32  | 27    | 25     | 84    |
| 4    | Finlandia       | 22  | 27    | 37     | 86    |
| 5    | Italia          | 9   | 14    | 13     | 36    |
| 6    | Alemania        | 5   | 11    | 5      | 21    |
| 7    | Estonia         | 4   | 2     | 1      | 7     |
| 8    | Suiza           | 4   | 0     | 4      | 8     |
| 9    | Polonia         | 2   | 1     | 2      | 5     |
| 10   | Canadá          | 2   | 1     | 0      | 3     |
| 11   | República Checa | 1   | 6     | 7      | 14    |
| 12   | Austria         | 1   | 2     | 3      | 6     |
| 13   | Estados Unidos  | 1   | 2     | 1      | 4     |
| 13   | Kazajistán      | 1   | 2     | 1      | 4     |
| 15   | Francia         | 0   | 1     | 4      | 5     |
| 16   | Eslovenia       | 0   | 0     | 2      | 2     |
| 17   | Bulgaria        | 0   | 0     | 1      | 1     |
|      | TOTAL           | 182 | 180   | 182    | 544   |

1. ↑  Incluye las medallas obtenidas por la URSS, el Equipo Unificado y ROC.
2. ↑  Incluye las medallas obtenidas por la RDA.
3. ↑  Incluye las medallas obtenidas por Checoslovaquia.

## Esquiadores destacados

### Varones
| Deportista       | País                  | Primera edición | Última edición | Oro | Plata | Bronce | Total |
| ---------------- | --------------------- | --------------- | -------------- | --- | ----- | ------ | ----- |
| Bjørn Dæhlie     | Noruega (NOR)         | 1992            | 1998           | 8   | 4     | 0      | 12    |
| Thomas Alsgaard  | Noruega (NOR)         | 1994            | 2002           | 5   | 1     | 0      | 6     |
| Sixten Jernberg  | Suecia (SWE)          | 1956            | 1964           | 4   | 3     | 2      | 9     |
| Gunde Svan       | Suecia (SWE)          | 1984            | 1988           | 4   | 1     | 1      | 6     |
| Nikolai Zimiatov | Unión Soviética (URS) | 1980            | 1984           | 4   | 1     | 0      | 5     |
| Thomas Wassberg  | Suecia (SWE)          | 1980            | 1988           | 4   | 0     | 0      | 4     |
| Veikko Hakulinen | Finlandia (FIN)       | 1952            | 1960           | 3   | 3     | 1      | 7     |
| Eero Mäntyranta  | Finlandia (FIN)       | 1960            | 1968           | 3   | 2     | 2      | 7     |
| Vegard Ulvang    | Noruega (NOR)         | 1988            | 1994           | 3   | 2     | 1      | 6     |
| Marcus Hellner   | Suecia (SWE)          | 2010            | 2014           | 3   | 1     | 0      | 4     |
| Dario Cologna    | Suiza (SUI)           | 2010            | 2014           | 3   | 0     | 0      | 3     |

### Mujeres
| Deportista              | País                  | Primera edición | Última edición | Oro | Plata | Bronce | Total |
| ----------------------- | --------------------- | --------------- | -------------- | --- | ----- | ------ | ----- |
| Marit Bjørgen           | Noruega (NOR)         | 2002            | 2014           | 6   | 3     | 1      | 10    |
| Liubov Yegorova         | Rusia (RUS)           | 1992            | 1994           | 5   | 3     | 0      | 8     |
| Larisa Lazutina         | Rusia (RUS)           | 1992            | 1998           | 5   | 1     | 1      | 7     |
| Raisa Smetanina         | Rusia (RUS)           | 1976            | 1992           | 4   | 5     | 1      | 10    |
| Galina Kulakova         | Unión Soviética (URS) | 1968            | 1980           | 4   | 2     | 2      | 8     |
| Yuliya Chepalova        | Rusia (RUS)           | 1998            | 2006           | 3   | 2     | 1      | 6     |
| Marja-Liisa Kirvesniemi | Finlandia (FIN)       | 1984            | 1994           | 3   | 0     | 4      | 7     |
| Yelena Välbe            | Rusia (RUS)           | 1992            | 1998           | 3   | 0     | 4      | 7     |
| Nina Gavryliuk          | Rusia (RUS)           | 1988            | 1998           | 3   | 0     | 1      | 4     |
| Klavdiya Boyarskij      | Unión Soviética (URS) | 1964            | 1964           | 3   | 0     | 0      | 3     |